# NGC 7236
NGC 7236 est une galaxie lenticulaire située dans la constellation de Pégase. NGC 7236 a été découverte par l'astronome allemand Albert Marth en 1864.

## Description
Sa vitesse par rapport au fond diffus cosmologique est de 7 493 ± 25 km/s, ce qui correspond à une distance de Hubble de 110,5 ± 7,8 Mpc (∼360 millions d'al).
Selon la base de données Simbad, NGC 7236 est une galaxie LINER, c'est-à-dire une galaxie dont le noyau présente un spectre d'émission caractérisé par de larges raies d'atomes faiblement ionisés.
À ce jour, huit mesures non basées sur le décalage vers le rouge (redshift) donnent une distance de 88,850 ± 22,487 Mpc (∼290 millions d'al), ce qui est à l'extérieur des valeurs de la distance de Hubble. Notons cependant que c'est avec la valeur moyenne des mesures indépendantes, lorsqu'elles existent, que la base de données NASA/IPAC calcule le diamètre d'une galaxie et qu'en conséquence le diamètre de NGC 7236 pourrait être d'environ 67,4 kpc (∼220 000 al) si on utilisait la distance de Hubble pour le calculer.

## Triplet de galaxies (Arp 169)
NGC 7236 forme avec ses voisines, NGC 7237 et NGC 7237C (PGC 200377), un triplet apparent de galaxies. En effet, de ces trois galaxies, seules deux sont réellement situées dans une même région de l'espace et sont en interaction gravitationnelle. NGC 7237C, la galaxie la plus à l'est du triplet, est, elle, située au premier plan. Sa distance de Hubble est égale à 100,31 ± 7,03 Mpc (∼327 millions d'al), elle ne possède donc aucun lien physique avec la paire en arrière-plan. De plus, sa vitesse de récession est plus faible que celle de la paire en interaction.
La paire NGC 7236/7 figurent dans l'atlas des galaxies particulières d'Halton Arp sous la cote Arp 169. Les deux galaxies ont vraisemblablement déjà connu une rencontre rapprochée par le passé et devraient à terme finirent par complètement fusionner, dans un avenir lointain.

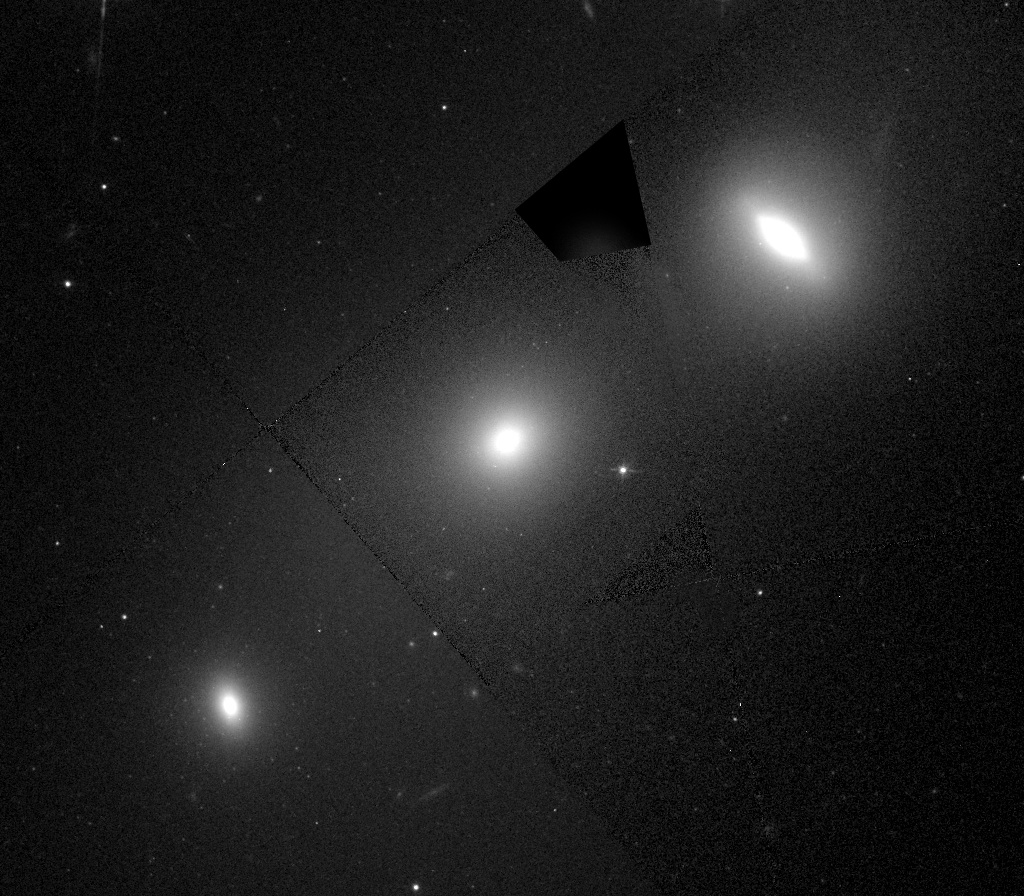
Arp 169 selon les données du télescope spatial Hubble.